# Beykoz
Beykoz és un districte de la província d'Istanbul, Turquia, situat en l'extrem nord del Bòsfor, en la part anatòlia de la ciutat.

## Història
L'entrada del Bòsfor sempre ha estat una ubicació que ha donat lloc a nombroses llegendes. En l'antiguitat, a més, es realitzaven sacrificis. Es vessava sang per demanar a Zeus i a Posidó que el viatge a través del Mar Negre fos segur.
Els primers pobles històrics que es van assentar en la part septentrional del Bòsfor van ser els tracis i els grecs; de fet, el nom antic de la zona va anar Amikos o Amnicus, en honor d'un rei traci. Des de llavors, la zona va canviar de mans en nombroses ocasions. A més de ser un important punt estratègic, el Bòsfor ha comptat amb una important producció pesquera i ha proporcionat un espai idoni per al saqueig de les comunitats més riques de la Mar de Màrmara. Beykoz ha estat ocupat per diferents pobles provinents del mar Negre i d'altres llocs propers: tracis, bitinis, perses, grecs, romans, romans d'Orient i finalment turcs.
Durant el període otomà, les terres de Beykoz es caracteritzaven per ser camp obert i boscos en els quals el sultà i la seva cort caçaven. El pavelló de cacera de Küçüksu, així com les fonts i mesquites dels pobles de la costa es remunten a aquesta època. El nom de Beykoz es va establir també durant aquests anys, i es creu que prové de la paraula bei (en turc, príncep o senyor) i koz (paraula persa que significa poble). D'altra banda, la paraula koz també és un tipus de nou.
Sota el domini turc, els estrets han mantingut el seu valor estratègic. De fet, les tropes britàniques es van agrupar a Beykoz quan es dirigien a lluitar en 1854 en la Guerra de Crimea.
Posteriorment es va intentar atreure indústria a la zona, especialment la fàbrica de vidre de Paşabahçe, que va començar com un petit taller el segle xvii. En els segles Segle XVIII i Segle XIX, la fàbrica ja estava consolidada i produïa un tipus especial de vidre en espiral semiopac. També es va instal·lar al districte una coneguda fàbrica de sabates. En l'actualitat, ambdues fàbriques estan tancades.
Beykoz sempre ha sofert un desenvolupament urbanístic descontrolat, amb nombroses edificacions il·legals on els immigrants s'instal·laven per treballar a la fàbrica de vidre i altres factories. Hi ha zones, com Çubuklu i Paşabahçe, on s'intenta construir les infraestructures necessàries per donar servei a una població que creix de forma contínua. A causa de la mà d'obra industrial de Beykoz, hi ha un evident contrast entre el luxe de la costa del Bòsfor i la resta del districte. Existeix un gran problema en el nombre de col·legis, ja que molts joves han de travessar el Bòsfor per anar a classe.
En l'actualitat, les edificacions il·legals es donen als boscos de l'interior, especialment en les zones de Çavuşbaşı i Elmalı. Aquestes àrees es caracteritzen per comptar amb petits pobles en els quals ara s'està ampliant la xarxa de carreteres.
D'altra banda, a Beykoz podem trobar algunes de les mansions més luxoses de la província d'Istanbul, com les dels complexos d'Acarkent i Beykoz Konaklar, on viuen estrelles del cinema, diputats nacionals i altres personalitats d'Istanbul.
Beykoz explica amb una petita comunitat de pescadors (encara que la principal flota pesquera es troba a Istanbul). Amb l'arribada de turistes en ferri, ha augmentat el nombre de restaurants de peix a Anadolu Kavağı.

## Divisió administrativa (Mahalleler)
Acarlar  ·  Anadoluhisarı  ·  Anadolukavağı  ·  Baklacı  ·  Çamlıbahçe  ·  Çengeldere  ·  Çiftlik  ·  Çiğdem  ·  Çubuklu  ·  Fatih  ·  Göksu  ·  Göztepe  ·  Gümüşsuyu  ·  İncirköy  ·  Kanlıca  ·  Kavacık  ·  Merkez  ·  Ortaçeşme  ·  Paşabahçe  ·  Rüzgârlıbahçe  ·  Soğuksu  ·  Tokatköy  ·  Yalıköy  ·  Yavuzselim  ·  Yenimahalle

## Llocs d'interès

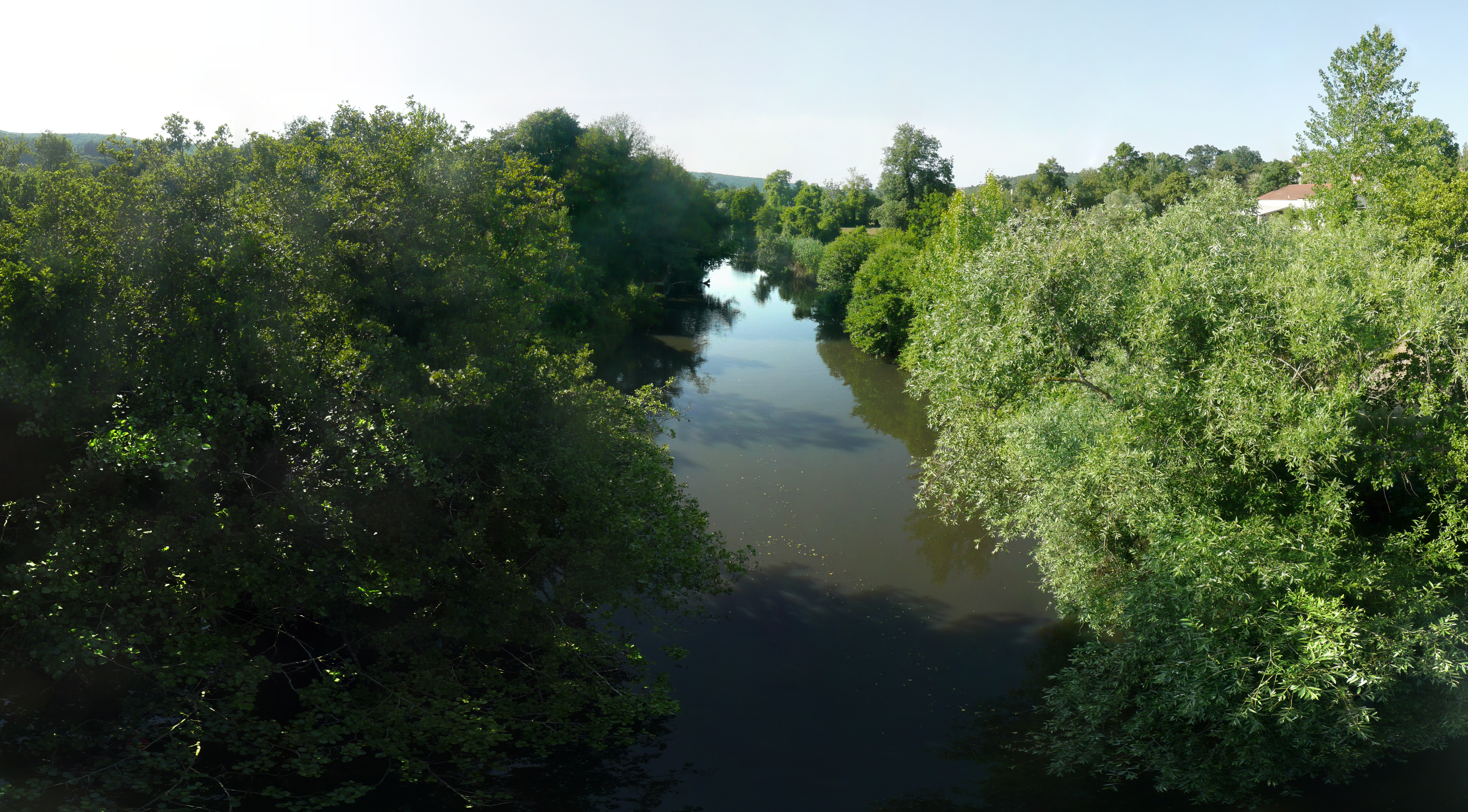
Riu Riva, al districte de Beykoz.

La carretera de la costa del Bòsfor arriba fins a Beykoz des de Beylerbeyi (al sud del Pont del Bòsfor), mentre que també hi ha carreteres que baixen a la costa des del Pont de Fatih Sultan Mehmet. També es pot arribar al districte en ferri des d'Eminönü, Beşiktaş; o en vaixell des de Yeniköy i Bebek o Emirgan.
Un dels tres edificis més característics entre el Bòsfor i Beykoz és un pavelló de cacera imperial otomà (Küçüksü Kasrı). El segon és més antic, el castell d'Anadoluhisarı, construït pels otomans durant la preparació de la conquesta per garantir la seguretat a l'exèrcit turc en el Bòsfor. El tercer, finalment, és més recent. Es tracta d'una torre blanca situada en un turó sobre Kanlıca; el seu nom és Hidiv Kasrıi va ser construïda el 1907 com a casa de vacances del jedive d'Egipte. En l'actualitat, Hidiv Kasrı és un restaurant.
A la costa es troben algunes de les cases més cares de la ciutat, molts polítics i famosos tenen mansions a la zona. Algunes de les cases otomanes de fusta situades a la vora (yalı) s'estenen des d'Anadolu Hisar fins a Beykoz. A més de l'atractiu de la costa, les grans superfícies de bosc dels turons converteixen el districte en el lloc perfecte per escapar de la ciutat. Tanmateix, gran part de la costa sofreix un excés d'edificacions.
Hi ha un gran parc als turons (Beykoz Korusu) i diverses fonts otomanes. El centre de la ciutat té un aspecte rural, amb edificis antics i petits, molts d'ells cases individuals. A causa de la distància d'Istanbul, les infraestructures i els serveis solen arribar amb retard.
Existeixen diferents llocs que s'han convertit en espais populars on passar el dia, entre els quals hi ha: els pobles del nord del Bósforo, com Anadolu Kava, Anadolu Feneri i Poyrazköy; el poble de Riva, a la costa del mar Negre; la zona al voltant de Cumhuriyet Köyü, Ali Bahadır, Değirmendere, Akbaba, Dereseki i Polonezköy.
Hi ha diverses tombes de sants musulmans i llocs sants que atreuen visitants, en especial el Mont de Yuşa (nebot del profeta Mahoma), on es troba una mesquita i una tomba en el seu honor.